# Siège d'Annapolis Royal (1745)
Pour l’article homonyme, voir Siège d'Annapolis Royal.
Troisième guerre intercoloniale
Guerre de Succession d'Autriche
Batailles
- Raid sur Canseau
- Annapolis Royal (1er)
- Annapolis Royal (2e)
- Port-Toulouse
- Louisbourg
- Île Saint-Jean
- Saratoga
- Expédition d'Anville
- Fort Massachusetts
- Grand-Pré
- Fort no 4

Le siège d'Annapolis Royal (également connu sous le nom de siège de Fort Anne) en 1745 implique la troisième des quatre tentatives par les Français, ainsi que leurs alliés acadiens et autochtones pour regagner la capitale de la Nouvelle-Écosse/Acadie, Annapolis Royal pendant la troisième guerre intercoloniale. Pendant le siège, William Pote a été fait prisonnier et a écrit l'un des rares récits de captivité qui existent de la Nouvelle-Écosse et de l'Acadie.

## Contexte historique
La conquête de l'Acadie par la Grande-Bretagne a commencé en 1710 par la capture de la capitale provinciale, Port Royal (que les Britanniques renommèrent Annapolis Royal). À la suite du traité d'Utrecht en 1713 la France avait cédé officiellement l'Acadie à la Grande-Bretagne. Cependant il y avait un désaccord sur les frontières provinciales et certains Acadiens aussi résistèrent à la domination britannique.
Pendant la troisième guerre intercoloniale les Français ont commencé à reprendre la péninsule que les Britanniques appelaient la Nouvelle-Écosse avec un assaut sur la capitale. Il n'y avait que deux avant-postes dans la colonie : Canso et Annapolis Royal. Les Français sous le commandement de Dévier conquit immédiatement Canso, puis fit une tentative infructueuse contre la capitale. Le Français fit une nouvelle tentative sur la capitale l'année suivante.

## Siège
Quelques jours avant le siège de Louisbourg, l'officier français Paul Marin de la Malgue conduit 200 soldats et des centaines de Micmacs pour le siège de trois semaines sur Annapolis Royal. Cette force britannique était deux fois supérieure à celle de l'expédition de l'officier français que celle contre François Dupont Duvivier lors du siège d'Annapolis Royal l'année précédente. Pendant le siège les Anglais détruisirent leurs propres clôtures, bâtiments et maisons que les Français purent prendre. Marin captura deux goélettes et fit un prisonnier. Le siège prit fin lorsque Marin fut appelé pour aider à défendre les Français lors du siège de Louisbourg et Edward Tyng arriva à lever le siège.